# Sugarfoot (film)
Sugarfoot  è un film western statunitense del 1951 diretto da Edwin L. Marin.
Il film  non ha alcuna attinenza con la serie western intitolata Sugarfoot (trasmessa dal 1957 al 1961) a parte il titolo.

## Produzione
Il film fu prodotto da Warner Bros. Pictures e diretto da Edwin L. Marin, girato nella Vasquez Rocks Natural Area Park a Agua Dulce in California Il film fu anche rieditato con il titolo Swirl of Glory.

## Distribuzione
Il film fu distribuito negli Stati Uniti nel 1951 dalla Warner Bros. Pictures.
Alcune delle uscite internazionali del film sono state:
- negli Stati Uniti il 11 febbraio 1951 (Sugarfoot)
- in Finlandia il 3 agosto 1951 (Arizonan urhot)
- in Svezia il 31 marzo 1952 (En skarpskytt i Arizona)
- in Germania Ovest il 12 luglio 1963 (Ein Fremder kam nach Arizona)
- in Austria il ottobre 1963 (Ein Fremder kam nach Arizona)
- in Cile (Aurora de redención)
- in Grecia (Efodos stous dromous)

## Promozione
Le tagline erano:
- "The lawless west had never met a gun-throwing gent like...".
- "He streaks across the screen..............in a whirl of gunsmoke and glory".